# Conwy Suspension Bridge

Visutý most z roku 1826 a vlevo od něj visutá lávka z r. 1904

Conwy Suspension Bridge (někdy i Conwy Castle Bridge) je řetězová lávka ve velšském městě Conwy.
Most byl postaven v letech 1822-1826 a jeho architektem byl Thomas Telford, známý zejména díky návrhu nedalekého Menai Suspension Bridge. Do dokončení vedlejšího mostu sloužil Conwy Road Bridge jako silniční spojnice obou břehů řeky Conwy. Hlavní rozpětí mostu je 99,7 m a dva pylony, které vzhledově ladí s hradem Conwy, jsou vysoké 12,2 m.
Po inspekci mostu v roce 1902 bylo provedeno posílení mostní konstrukce. Kvůli přechodu přes řeku mezi visutým mostem a Conwy Railway Bridge v roce 1904 postavili další visutou lávku, která byla později odstraněna.